# Tingshuset i Ronneby
Tingshuset i Ronneby från 1910 är uppfört i jugendstil och ritades av Fritz Ullrich och Eduard Hallquisth. Tingshuset ersatte ett äldre tingshus för Medelstads härad och användes som tingshus till dess Ronneby tingsrätt uppgick i Blekinge tingsrätt 2001. Byggnaden omvandlades därefter 2004 till bostadshus.
Vid planteringen framför tingshuset återfinns statyn Mimi av Gunnar Nilsson.